# Grado d'arco
Un grado d'arco o grado sessagesimale, normalmente indicato dal simbolo ° (in apice), è un'unità di misura dell'angolo piano, oppure di un angolo che individua un punto lungo la circonferenza maggiore di una sfera (per esempio, per approssimazione, la Terra oppure la sfera celeste).

## Descrizione
Il grado d'arco rappresenta un angolo corrispondente a un arco che misura 1/360 della circonferenza di un cerchio o una sfera. Il grado ha dei sottomultipli: i minuti (1/60 di grado, angolo corrispondente a 1/21600 di circonferenza, indicato dal simbolo ′) e i secondi (1/60 di minuto, angolo corrispondente a 1/1296000 di circonferenza, indicato dal simbolo ″). Quindi, per esempio, 40° 12′ 13″ indica 40 gradi, 12 minuti, 13 secondi, cioè all'incirca l'angolo corrispondente a 11⁄100 di circonferenza.
Nella figura qui sotto si può vedere una circonferenza suddivisa in spicchi di diverse grandezze. Dividendo la circonferenza in quattro settori, per nove raggi, si raggiungerebbe la distribuzione in 360 spicchi uguali, in cui un grado è la misura dell'angolo formato da ognuna di queste suddivisioni.
Nel medesimo modo sono stati sviluppati anche:
- il grado centesimale, indicato come gon o grad o, più raramente, con il simbolo c, con suddivisione dell'angolo giro in 400 parti;
- il grado sessadecimale che, come il grado sessagesimale, divide l'angolo giro in 360 parti, ma con sottomultipli decimale.

## Storia
La divisione in gradi e l'uso del sistema sessagesimale sono convenzioni introdotte dalle civiltà sumerica e babilonese migliaia di anni fa.
Molti esperti ritengono che la convenzione di introdurre il sistema sessagesimale fu usata (e tuttora adottata) per la facilità di creare sottomultipli delle misure: infatti possiamo notare che il numero 60 è divisibile per numeri come 1, 2, 3, 4, 5, 6. Ciò porta a creare molti sottomultipli che, proprio nel caso di unità di misura che usano il sistema sessagesimale come la misura degli angoli e l'avanzare del tempo, risultano molto utili per esprimere tali grandezze.
Certo è che le divisioni delle scanalature introdotte in Grecia, ne hanno visto affermarsi un uso coerente fino alla diffusione nel periodo della koiné Ellenistica, dello stile Corinzio, con la colonna a 36 scanalature. Un altro termine che ricorda la raggiera o ruota con aste, forse di origine sanscrita, è invece 'razza' e dovrebbe risalire al dorico, grossomodo al secolo XIX a.C. 

## Conversione da gradi sessagesimali a gradi sessadecimali
{\displaystyle {\begin{aligned}&\alpha ^{\circ }~\beta '~\gamma ''=\lambda ^{\circ };\\&\lambda =\alpha +{\frac {\beta }{60}}+{\frac {\gamma }{3600}}.\end{aligned}}}
Esempio:
{\displaystyle 20^{\circ }~5'~46''=\left(20+{\frac {5}{60}}+{\frac {46}{3600}}\right)^{\circ }=20,0961^{\circ }.}

## Conversione da gradi sessadecimali a gradi sessagesimali
{\displaystyle {\begin{aligned}\lambda ^{\circ }&=\alpha ^{\circ }~\beta '~\gamma '';\\\alpha &=\operatorname {int} (\lambda );\\\beta &=\operatorname {int} {\bigl (}(\lambda -\alpha )\cdot 60{\bigr )};\\\gamma &=\operatorname {int} {\Bigl (}{\bigl (}(\lambda -\alpha )\cdot 60-\beta {\bigr )}\cdot 60{\Bigr )}.\end{aligned}}}
Esempio:
{\displaystyle {\begin{aligned}\lambda ^{\circ }&=20,0961^{\circ };\\\alpha &=\operatorname {int} (20,0961)=20;\\\beta &=\operatorname {int} {\bigl (}(20,0961-20)\cdot 60{\bigr )}=\operatorname {int} (5,766)=5;\\\gamma &=\operatorname {int} {\bigl (}(5,766-5)\cdot 60{\bigr )}=46.\end{aligned}}}

## Gradi e radianti
In molti contesti matematici gli angoli vengono normalmente misurati in radianti invece che in gradi. Un grado è uguale a π/180 radianti.